# Azov
Azof (en ruso Азов, transliterado Azov; llamada Tanaïs ; Τάναϊς en griego antiguo; Tana en la Edad Media y Azaq bajo el dominio turco) es una ciudad rusa del óblast de Rostov situada en la ribera del río Don a 3 kilómetros del mar homónimo, el mar de Azov, del cual esta ciudad toma su nombre. Su población es de 82.090 habitantes (Censo de 2002). Las coordenadas de Azov son 47°5′N 39°28′E / 47.083, 39.467.

## Historia

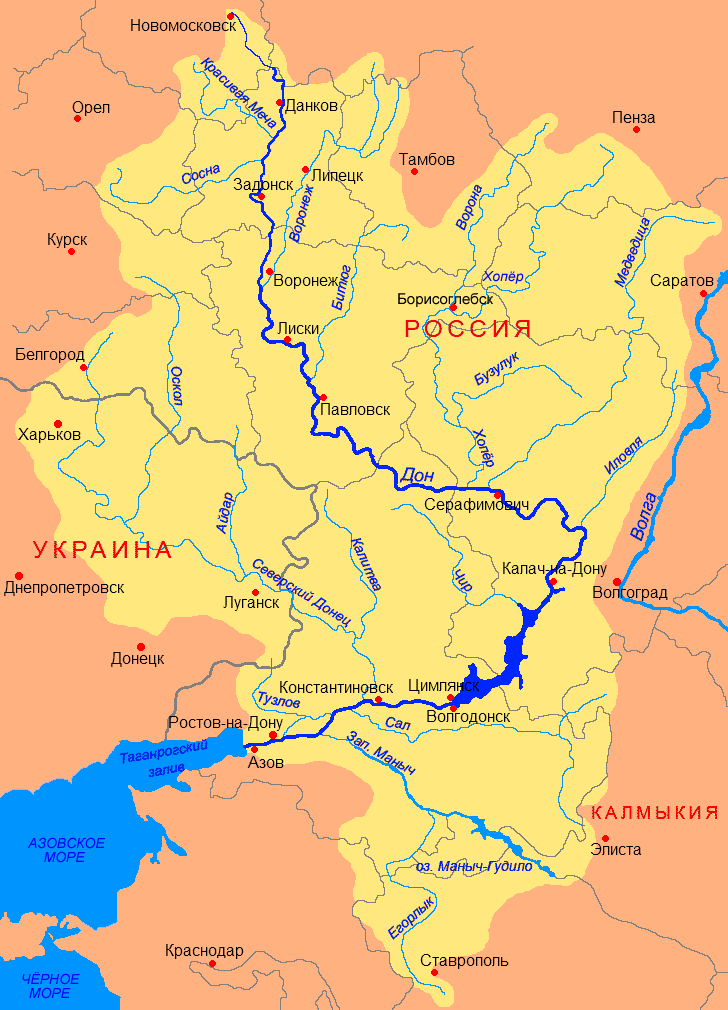
Mapa en ruso del río Don en el que aparece Azov (Азóв), en su desembocadura

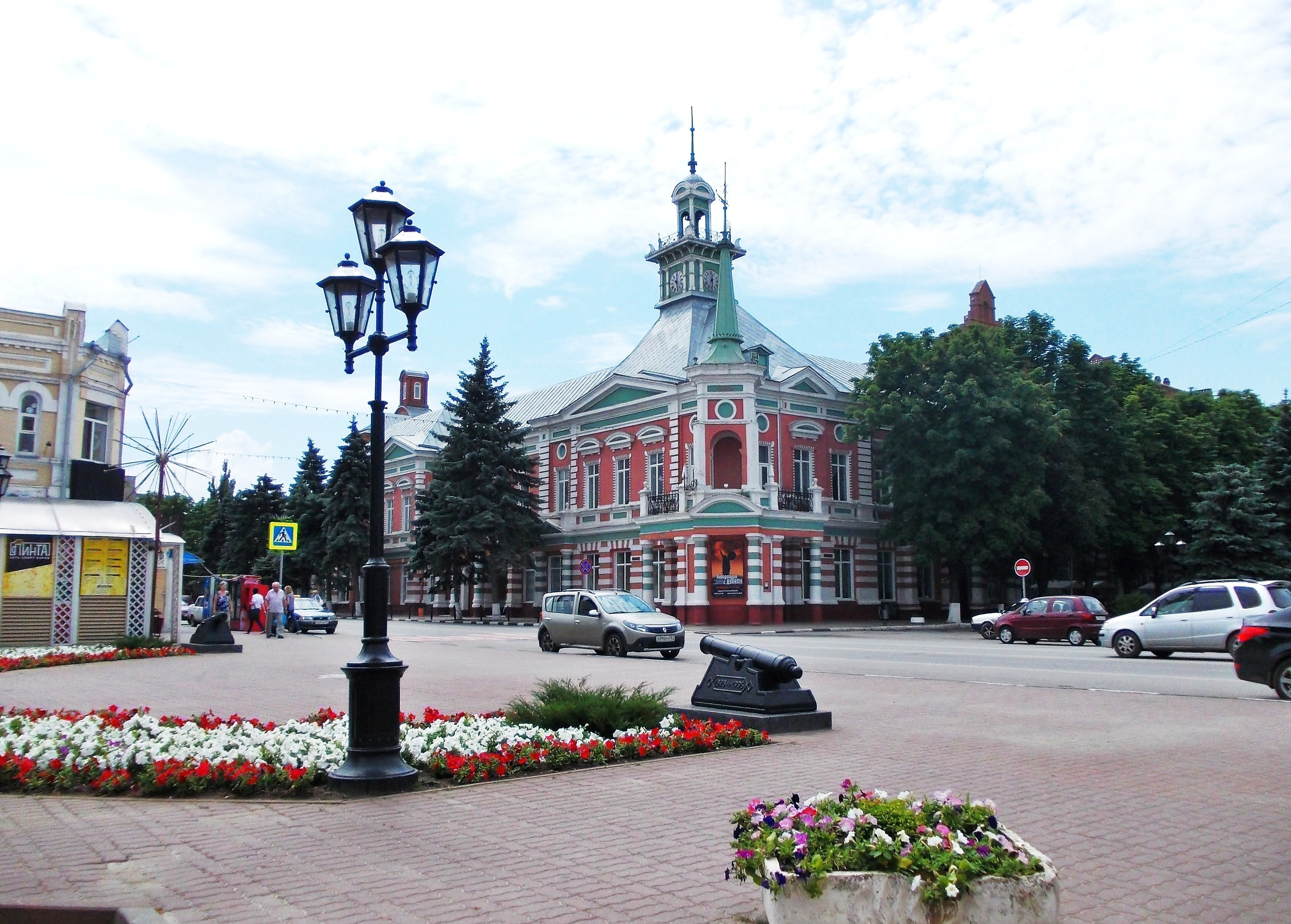
Centro de Azov

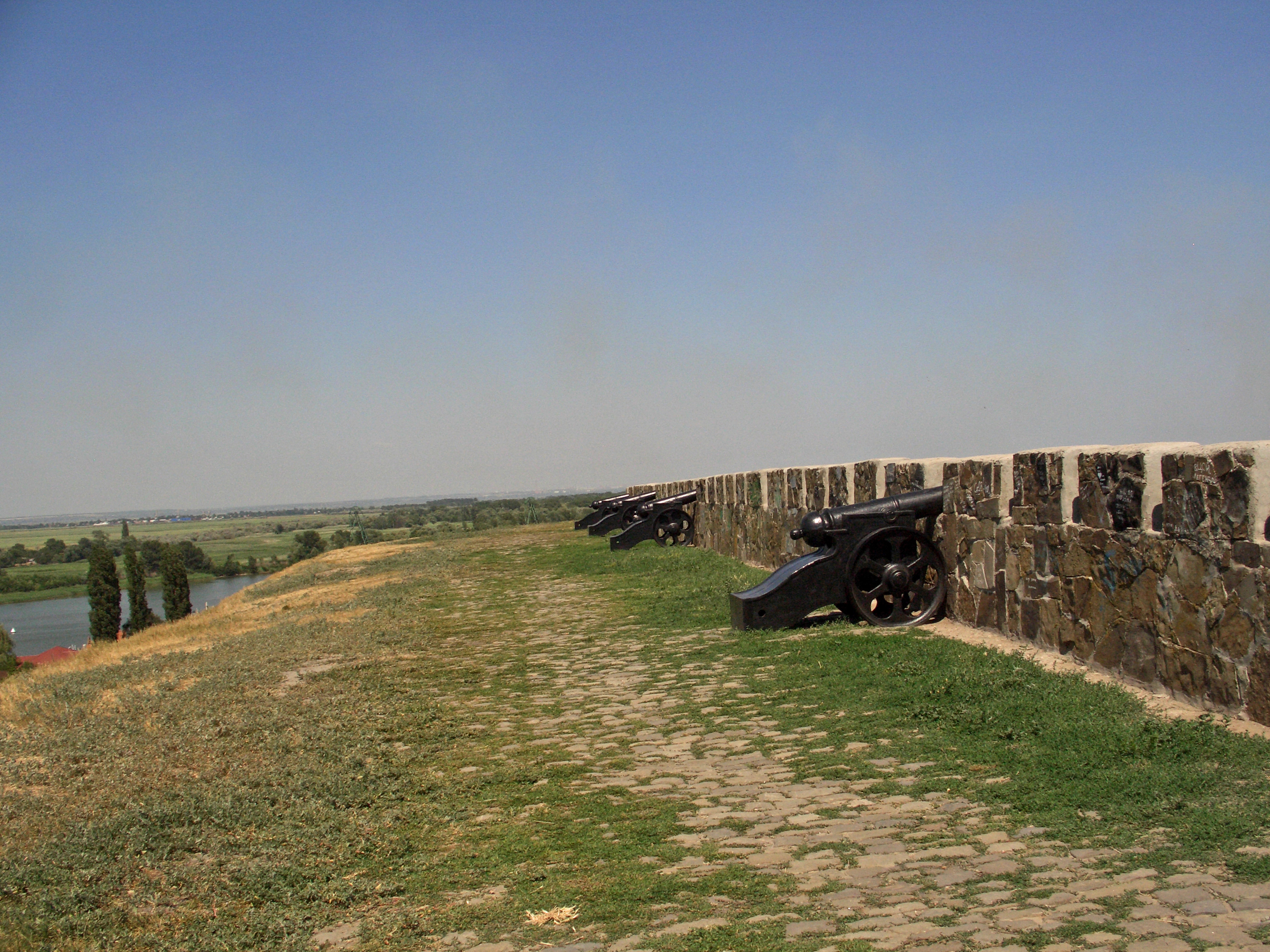
Muralla de la fortaleza de Azov

La desembocadura del río Don ha sido siempre un centro importante de comercio. En el 575 a. C., colonos procedentes de Mileto conquistaron la zona a los escitas.
En el comienzo del siglo III a. C. el Reino del Bósforo fundó una colonia en la zona, que llamó Tanais (del nombre griego del río). La población fue destruida varios siglos más tarde por el rey Polemón I del Bósforo. La introducción posterior de los colonos griegos restauró su prosperidad, pero en el siglo III los godos destruyeron la ciudad. La antigua ciudad de Tanais, ahora ocupada por la aldea de Nedvigovka, ha sido objeto de excavaciones arqueológicas desde el siglo XIX.
En el siglo X, el área pasa al control del principado eslavo de Tmutarakan. Los kipchak, conquistaron la zona en 1067 y la rebautizaron «el azak» (es decir, las tierras bajas), denominación de la cual se deriva el nombre moderno. La Horda de Oro reclamó la soberanía de la mayoría de la costa del mar Negro en los siglos XIII y XIV, pero comerciantes venecianos y genoveses ocuparon la zona y fundaron una colonia llamada Tana. Los turcos otomanos invadieron la región y pusieron fin a la colonia en 1471, cuando tomaron el territorio y construyeron la fortaleza de Azov. Fue ocupada por los rusos el 28 de julio de 1696, pero la tuvieron que devolver a los turcos en 1711 por el Tratado del Prut. Mediante el Tratado de Nis que puso fin a guerra ruso-turca (1735-1739), Azov pasó a depender del Imperio ruso.